# Martin-Luther-Kirche (Hennigsdorf)

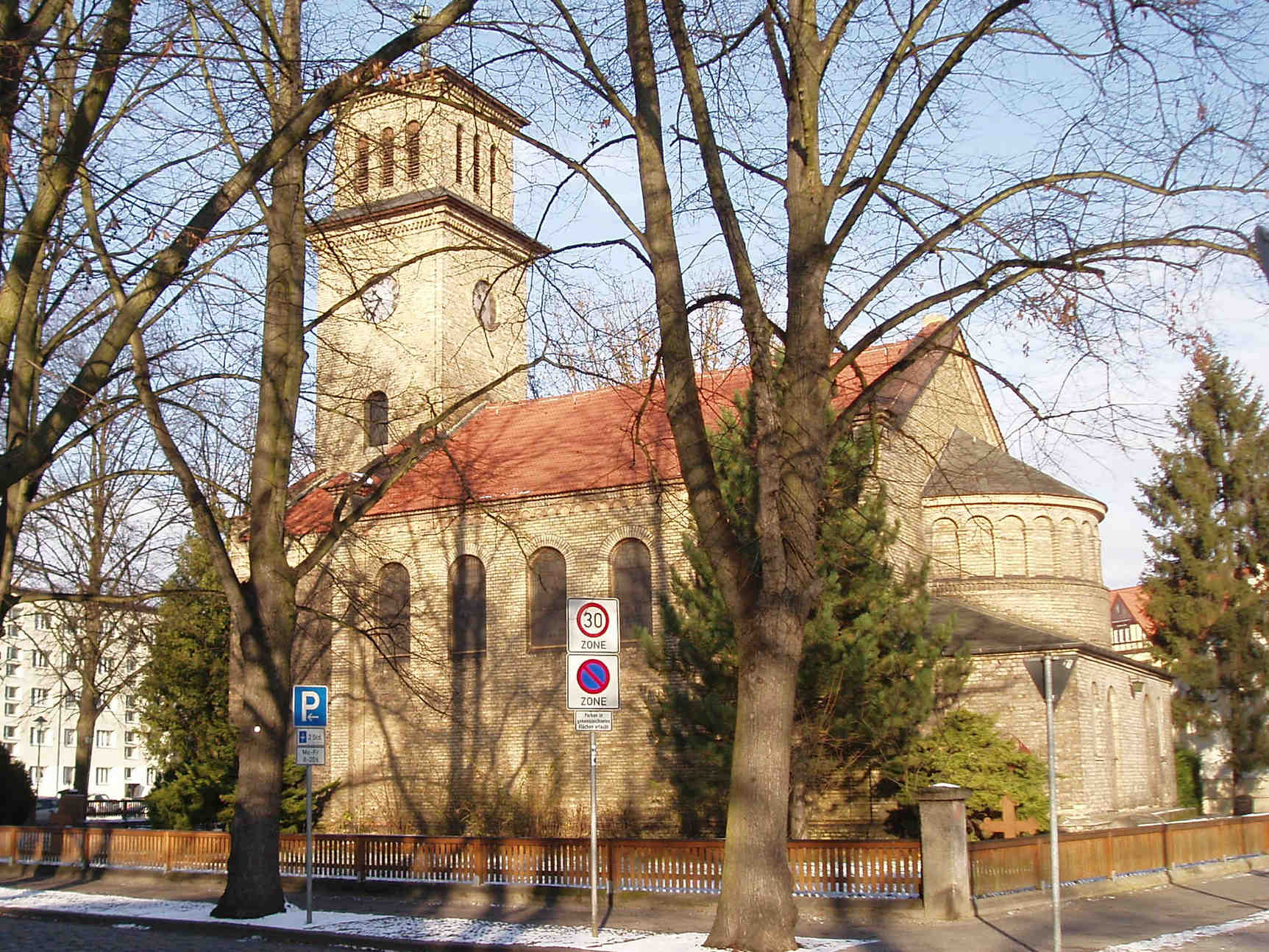
Martin-Luther-Kirche (Hennigsdorf)

Die evangelische Martin-Luther-Kirche steht in Hennigsdorf, einer Stadt im Landkreis Oberhavel in Brandenburg. Die denkmalgeschützte Kirche gehört zum Kirchenkreis Berlin Nord-Ost der Evangelischen Kirche Berlin-Brandenburg-schlesische Oberlausitz.

## Beschreibung
Die Saalkirche wurde 1853–55 als Ersatz einer durch Blitzschlag zerstörten Vorgängerkirche von 1772/73 nach einem von Friedrich August Stüler korrigierten Entwurf von Johann Heinrich Becker im Rundbogenstil aus gelben Backsteinen erbaut. Sie besteht aus einem Langhaus, einer halbrunden Apsis im Osten und einem quadratischen Kirchturm im Westen. 1924 wurden Anbauten an beiden Seiten des Kirchturms und der Apsis errichtet. Nach Schäden im Zweiten Weltkrieg wurde der Aufsatz des Kirchturms verändert wieder hergestellt. 
Die Kirchenausstattung stammt aus der Bauzeit. Die Orgel mit zehn Registern auf zwei Manualen und Pedal wurde 1957 als Opus 279 von Hermann Eule Orgelbau Bautzen errichtet.